# Українська фольклористика (довідник)
«Украї́нська фольклори́стика» — словник-довідник.
Побачив світ 2008 року в Тернополі у видавництві «Підручники і посібники».
Укладач — кандидат філологічних наук Михайло Чорнопиский.
Перше в Україні довідкове видання про національні скарби усної народної словесності (фольклор) із поясненням фольклористичної, етнографічної, етномузикологічної і культурологічної термінології, довідками про етнографічні регіони, жанри фольклору, українознавчі наукові центри й осередки, визначні видання скарбів українського фольклору.  